# Logista
Logista, anomenada Compañía de Distribución Integral Logista Holdings SA, o Grupo Logista, opera a través de les seves filials com a distribuïdor de productes i serveis a comerços de proximitat a Europa. El grup, hereu de l'antiga Tabacalera espanyola, més tard Altadis, distribueix tabac, productes farmacèutics, llibres i publicacions periòdiques, així com transaccions electròniques, entre d'altres. Logista també presta serveis de transport de llarga distància i càrrega completa, serveis de transport a temperatura controlada, paqueteria industrial i serveis de missatgeria urgent.
Amb aproximadament 300.000 punts de lliurament a Espanya, França, Itàlia, Portugal i Polònia, així com amb unes 45.000 terminals de punts de venda, és una de les companyies de distribució més importants d'Europa. Forma part de l'índex IBEX 35.

## Història
Els orígens de Logista es remunten a la divisió de distribució de Tabacalera (llavors Altadis ), de la qual es va escindir el 1999.
El 2008 Imperial Brands va adquirir Grup Logista, mantenint la gestió independent de la companyia.
El 2014 es crea la Companyia de Distribució Integral Logista Holdings, SAU (Grup Logista), societat matriu de la Companyia Operadora de Companyia de Distribució Integral Logista SAU (antiga matriu del Grup). Logista va començar a cotitzar a la Borsa de Madrid el 14 de juliol de 2014, a un preu de 13 € per acció. A 2024 forma part del Ibex 35. També forma part de l'índex FTSE4Good.
Des del març del 2020 els ingressos de la companyia es van veure danyats per la paràlisi de la pandèmia de coronavirus internacional. Dos anys després, entre l'octubre del 2021 i el juny del 2022, els nou primers mesos del seu exercici fiscal, va guanyar 143 milions d'euros, un 4,3% més que un any abans. El grup logístic va augmentar un 6,7% la facturació i va repartir 0,43€ per acció el juliol del 2022.
Des de 2024 el seu president és Luis Isasi Fernández de Bobadilla, que es va incorporar com a conseller independent el 2020, el 2023 fou nomenat vicepresident i el febrer de 2024 esdevingué el President de la junta directiva.

## Grup
La companyia opera a Europa a través de nombroses marques, la majoria de capital 100% del grup: Logista, Integra2, Logesta, Logistadis, MidSid, Nacex, Supergroup i Terzia, entre d'altres.
La xarxa d‟infraestructura europea de Logista comprèn uns 400 magatzems, inclosos 42 magatzems centrals/regionals i 363 punts de servei, superant el milió de metres quadrats d'espai d'emmagatzematge. El 2022 va adquirir el 60% de l'empresa logística murciana Transportes el Mosca.